# Irolita
Irolita  (лат.) — род  скатов семейства Arhynchobatidae отряда скатообразных. Это хрящевые рыбы, ведущие донный образ жизни, с крупными, уплощёнными грудными плавниками в форме сердечка и округлым рылом. На вентральной стороне диска расположены 5 жаберных щелей, ноздри и рот. На тонком хвосте имеются латеральные складки. У этих скатов 2 редуцированных спинных плавника и редуцированный хвостовой плавник. Максимальная зарегистрированная длина 52 см. Откладывают яйца, заключённые в четырёхконечную роговую капсулу. К роду относят два вида, эндемичных для Австралии. Они обитают на внешнем крае континентального шельфа и в верхней части материкового склона на глубине 50—209 м. Ареалы видов не пересекаются.
Оба вида являются единственными среди австралийских скатов, у которых гладкий, образованный грудными плавниками диск имеет почти круглую форму сердца. Голова короткая, с небольшим мясистым выступом на кончике рыла и крупными брызгальцами позади глаз. Лоскуты кожи, окружающие ноздри, сливаются в хорошо развитую двудольную назальную перепонку перед ртом.  Челюсти слегка изгибаются, приоткрывая верхние зубы. У самцов и самок зубы отличаются: у взрослых самцов они копьевидной формы с длинными острыми остриями, а у самок и молодых самцов имеют вид пластин. Брюшные плавники с глубокой выемкой, передняя доля тонкая и немного вытянутая, задняя доля широко закруглена. Хвост тонкий, постепенно сужающийся к кончику. Ближе к концу расположены 2 маленьких спинных плавника. Хвостовой плавник редуцирован до крошечного размера. У самцов возле кончиков грудных плавников имеются пазушные колючки, хвост покрыт неровными рядами мелких загнутых шипов.

## Классификация
В настоящее время к роду относят 2 вида:
- Irolita waitii (McCulloch, 1911)
- Irolita westraliensis Last & Gledhill, 2008